# Можемо повторити
Можемо повторити (рос. Можем повторить) — гасло РФ про День Перемоги, що означає здатність Росії до повторної перемоги над нацизмом. Є російським аналогом лозунгу «Ніколи знову».

## Походження
Імовірне походження фрази — сграфіто, створене невідомим радянським солдатом у 1945 році на стіні Рейхстагу: «За налёты на Москву. За обстрел Ленинграда. За Тихвин и Сталинград. Помните и не забывайте. А то можем подовторить (діалект слова "повторити")».
Також на Рейхстазі було залишено багато матюків і похабних коментарів, видалених у 1990-х роках[джерело?].

## Використання
Цей термін використовується найчастіше в ксенофобному та мілітаристському варіанті. «Патріотичні» особи наклеюють на свої іномарки (у тому числі й німецькі) написи «На Берлін», «Можемо повторити», «Бий фашистів», радянські прапори, зірки та іншу символіку. Також помічено стікери, де люди з серпом і молотом та свастикою здійснюють статевий акт з явним домінуванням першого.
Риторика направлена на адресу не лише Німеччини, а й США, а також України, де, на думку учасників акції, «засідають недобиті фашисти».
У 2023, на фоні повномасштабного вторгнення Росії в Україну, популярність фрази зменшилася через «нетриумфальність» цієї війни.

## Критика
Використання цього гасла, на думку історика Анатолія Разумова, показує «несправжність» та «офіціозність» пам'яті.
Політик Леонід Гозман висловився про цей лозунг так:
|  | Гасло "Можемо повторити!" з'явилося тоді, коли не стало тих ветеранів, які могли за це просто морду набити |